# Несломим
„Несломим“ (на английски: Invictus) е биографична спортна драма от 2009 г. на режисьора Клинт Истууд. Във филма участват Морган Фрийман и Мат Деймън, което го прави третото сътрудничество между Истууд и Фрийман след „Непростимо“ (1992) и „Момиче за милиони“ (2004). Историята е базирана на книгата „Playing the Enemy: Nelson Mandela and the Game that Made a Nation“, написана от Джон Карлин.